# دیمیتری مارکویچ
دیمیتری بوریسوویچ مارکِویچ (روسی: Маркевич, Димитрий Борисович؛ ۱۶ مارس ۱۹۲۳ – ۲۹ ژانویهٔ ۲۰۰۲) موسیقی‌دان، نوازندهٔ برجستهٔ ویولنسل، مدرس و محقق موسیقی آمریکایی زادۀ سوئیس بود. او برادرِ رهبر ارکستر مشهور ایگور مارکویچ بود.
وی از شاگردان «گرگور پیاتیگورسکی» بود.